# Rhabdodryas
Rhabdodryas is een geslacht in de orde van de Lepidoptera (vlinders) familie van de Pieridae (Witjes).
Rhabdodryas werd in 1889 beschreven door Godman & Salvin.

## Soort
Rhabdodryas omvat de volgende soort:
- Rhabdodryas trite - (Linnaeus, 1758)